# Seznam slovenskih skladateljev
Seznam slovenskih skladateljev je seznam slovenskih skladateljev resne in zabavne glasbe. 
 (Seznam vsebuje 496 skladateljev - 27. oktober 2007) 

## A
France Ačko -
Bojan Adamič -
Emil Adamič - Fran Serafin Adamič -
Karlo Adamič -
Alojz Ajdič -
Jakob Aljaž -
Milan Apih -
Blaž Arnič -
Blaženka Arnič-Lemež -
Andy Arnol -
Hanzi Artač - Aleš Avbelj -
Vitja Avsec -
Slavko Avsenik -
Slavko Avsenik mlajši

## B
Matej Babnik -
Julije Bajamonti - Aleksandra Bajde -
Marko Bajuk -
Zequirja Ballata - Franc Baloh -
Franc Ban - Roman Barle? - Ivan Bartl -
Vlado Batista -
Dušan Bavdek -
Tine Bec -
Nejc Bečan -
Leopold Belar -
David Beovič -
Emerik Beran -
Gregor Berkopec -
Tone Berlot -
Filip Bernard -
Julij Betetto - Igor Bezget -
Janez Bitenc -
Milko Bizjak - Franjo Bohanec -
Janez Bole - Matej Bonin -
Majda Bonsack Kalan -
Karol Boštjančič -
Darijan Božič - Primož Bratina -
Lojze Bratuž -
Matija Bravničar - 
Danijel Brecelj -
Minko Bric Hrvatin -
Franc Bricelj - Maj Brinovec -
Imer Brizani -
Danilo Bučar -
Jurij Bučar -
Anja Burnik -
Jože Burnik

## C
Daniela Candillari - Peregrin Capuder -
Ivan Carli - Srečko Carli -
Avgust Cerer -
Renato Chicco -
France Cigan -
Zvonimir Ciglič - Tjaša Cigut -
Kruno Cipci -
Vera Clemente -
Leopold Cvek -
Ciril Cvetko -
Dragotin Cvetko

## Č
Danilo Čadež -
Marijan Čadež - Anton Čeh - Franci Čelhar -
Danijel Černe - 
Leopold Černigoj - Janko Čirič -
Mihael Čok -
Ambrož Čopi -
Anej Černe -
Danijel Černe-Mystica

## D
Aldo Daneu -
Danilo Daneu -
Igor Dekleva -
Franjo Ivan Delak -
Oskar Dev -
Janez Dobeic - David Fortunat Doktorič -
Janez Krstnik Dolar -
Pavel Dolenc -
Anton Dolinar -
Anton Dolinar -
Luka Dolinar - Marijan Dović - Sebastian Duh -
Hinko Druzovič -
Anton Dvornik - 

## F
Rafko Fabiani -
Viktor Fabiani -
Matevž Fabjan -
Tjaša Fabjančič -
Marijan Fajdiga -
Danilo Fajgelj -
Maksimilijan Feguš - 
Ivan Ferjančič -
Fran Ferjančič -
Milan Ferlež -
Štefan Ferluga -
Mirko Filej -
Leon Firšt -
Nenad Firšt -
Jurij Flajšman -
Ivan Florjanc -
Anton Foerster -
Grega Forjanič -
Nana Forte -
Ivan Fric - 

## G
Marijan Gabrijelčič - France Gačnik -
Egidij Gašperšič -
Jože Gašperšič -
Fran Gerbič -
Alojz Geržinič -
Bojan Glavina -
Emil Glavnik -
Nino De Gleria -
Vinko Globokar -
Radovan Gobec -
Jure Godler -
Jani Golob -
Rok Golob -
Vlado Golob -
Rudi Golobič -
Peter Golovin - Janez Gašper Goschell/Gošl -
Gustav Gonza - 
Anica Gorenc -
Andrej Goričar -
Danilo Gorinšek -
Primož Grašič -
Ivan Grbec -
Patrik Greblo -
Janez Gregorc -
Janko Gregorc -
Jože Gregorc -
Jurij Gregorc -
Josip Grgasović -
Tine Grgurevič -
Tomaž Grintal -
Anton Grlica -
Adolf Grömbing -
Anton Grum -
Danilo Grum -
Jerko Gržinič

## H
Bogdan Habe -
Tomaž Habe -
Lovro Hafner -
Anton Hajdrih - Neville Hall (novozelandsko-slovenski) - Zorko Harej (1921) -
Milka Hartman - Davor Herceg - Lojze Herzog -
Karl Hladky -
Ignacij Hladnik -
Lojze Hladnik -
Primož Hladnik - 
Emil Hochreiter -
Janez Jurij Hočevar -
Karl Hoffmeister -
Anton Höller -
Matej Holmar -
Edvard Holnthaner -
Albin Horvat - Ferry Horvat -
Lovro Horvat -
Stanko Horvat -
Anton Hrabar -
Angelik Hribar -
Matej Hrovat -
Vladimir Hrovat - 
Matej Hubad -
Eleonora Hudovernik - Eleonora Humar

## I
Alojz Ipavec -
Avgust Ipavec - 
Benjamin Ipavec -
Gustav Ipavec -
Josip Ipavec - Karolina Uršula Marija Ipavec -
Amandus Ivančič -
John Ivanuš -
Drago Ivanuša -
Jure Ivanušič -

## J
Franc Jagodic -
Anton Jakl -
Joško Jakončič -
Lado Jakša - 
Dominik Jakšič - Luka Jamnik -
Tone Janša - 
Matjaž Jarc -
Uršula Jašovec -
Tine Jelen -
Vinko Jelič -
Franc Jelinčič -
Davorin Jenko - Karel Jeraj - Domen Jeraša -
Ervin Jereb - Gašper Jereb  -
Peter Jereb -
Stanko Jericijo -
Janko Jezovšek -
Stanko Jezovšek -
Jakob Jež -
Brina Jež-Brezavšček - Josip Jiranek -
Anton Jobst -
Fran Jobst - Jošt Juhant -
Maks Jurca -
Stane Jurgec -
Ferdo Juvanec -
Ferdo Juvanec mlajši - Jaka Jerina - Jošt Juhant - Luka Juhart

## K
Franc Kacjan -
Pavle Kalan - Josip Kalčić (slov.-hrv.-srb.) -
Vilhar Kalski -
Jože Kampič -
Robert Kamplet -
Božidar Kantušer -
Josip Kaplan -
Alojz Karlič - Albert Karlin -
Lojze Karmelj - Matej Kastelic -
Josip Kenda -
Miro Kernjak -
Pavel Kernjak -
Aleš Kersnik -
Franc Kimovec -
Erne Kiral -
Oskar Kjuder -
Josip Klemenčič (1892) - Lovro Kljun - 
Andjelko Klobučar -
Jurij Knez - Andrej Kobal -
Janez Kobe - Iztok Kocen -
Josip Kocijančič -
Danilo Kocjančič -
Marjan Kodela -
Urban Koder -
Aleksander Kogoj -
Marij Kogoj -
Miro Kokol -
Ivan Kokošar -  
Jože Kolar -
Mirko Kolarič -
Emil Komel -
Peter Kopač -
Ivo Kopecky -
Srečko Koporc - Franc Korbar -
Ema Kores -
Drago Korošec -
Marijan Korošec -
Slavko Korošec -
Fran Korun-Koželjski -
Božidar Kos -
Ivan Kosi - 
Valentin Kosovel - Timotej Kosovinc -
Boris Kovačič -
Marjan Kozina -
Tomaž Kozlevčar -
Milena Kožuh -
Alojz Krajnčan -
Dominik Krajnčan - Miha Kralj -
Luka Kramolc -
Albin Kranjc -
Janez Kranjc - Lenart Krečič - Matija Krečič -
Gojmir Krek -
Uroš Krek -
Vinko Krek -
Ciril Kren - Nataša Kričevcov - Anton Krisper - 
Igor Krivokapič - Dominik Krt - Borut Kržišnik -
Janez Kuhar -
Nejc Kuhar -
Ivo Kuletin -
Aldo Kumar -
Franci Kunaver -
Lenčka Kupper - Jan Kus - Peter Kus - Peter Kušar - Jani Kutin? 

## L
Daniel Laghkner -
Ivan Laharnar -
Aleksander Lajovic -
Anton Lajovic -
France Lampret -
Anton Lavrin -
Milko Lazar -
Albert Leban -
Anton Leban -
Avgust Armin Leban - Tilen Lebar -
Boštjan Leben -
Lojze Lebič - Igor Leonardi -
Franc Leder Lisičjak -
Marino Legovič -
Borut Lesjak -
Tine Lesjak -
Jože Leskovar -
Bogomir Leskovic -
Ladislav Leško -
Josip Levičnik -
Peter Lipar -
Marijan Lipovšek - Gašper Livk -
Rudi Loborec - 
Borut Logar -
Mihovil Logar -
Vilijem Lokošek - Drago Lorbek -
Matija Lorenz -
Vladimir Lovec -
Pavla Lovše - Nada Ludvig Pečar

## M
Roland Mahnič - Igor Majcen -
Andrej Makor - Stane Malič -
Leopold Mandlc - Jean Markič -
France Marolt -
Svetozar Marolt -
Tončka Marolt -
Martin Mastnak -
Gašpar Mašek -
Kamilo Mašek -
Janez Matičič - Vida Matjan (1896-1993) - Tina Mauko -
Štefan Mauri -
Alojzij Mav - Urban Megušar -
Pavle Merku -
Pavel Merljak -
Josip Michl -
Franc Miglič -
Alojzij Mihelčič -
Pavel Mihelčič -
Silvester Mihelčič -
Slavko Mihelčič -
Viktor Mihelčič -
Milan Mihelič (1946) -
Peter Mihelič -
Marko Mihevc -
Jurij Mihevec -
Andrej Miklavčič -
Josip Mikš -
Lajko Milisavljevič -
Vasilij Mirk -
Andrej Misson -
Adolf Mišek -
Miro Miškulnik -
Klaro Marija Mizerit -
Jože Mlakar - Klara Mlakar -
Damijan Močnik -
Janez Močnik -
Anton Mohar -
Oskar Moll - Pino Muser - 

## N
Anton Nagele - Anton Nedvĕd - Olga Neuwirth - Fabio Nieder -
Janez Krstnik Novak -
Jasna Novak -
Jerko Novak - Jernej Novak

## O
Jerica Oblak-Parker -
Ivan Ocvirk -
Elizabeta Oddine -
Karl Odstrčil -
Tina Ogrin - Franci Ogrizek - Mihael Omersa - Edi Oraže - Silvester Orel -
Jože Osana -
Petar Osghijan -
Janez Osredkar -
Slavko Osterc -
Edo Ošabnik -
Filip Oštir -
Ignacij Ota -
Vilko Ovsenik - Lara Oprešnik

## P
Tomaž Pačnik - Karol Pahor -
Sonja Pahor Torre - Anže Palka -
Rudi Pančur -
Josip Pangerc -
Viktor Parma -
Mihael Paš -
Mirolsav Paškvan -
Andrija Patricij -
Josip Pavčič -
Dejan Pečenko - Peter Penko -
Simon Penšek -
Marjan Perko -
Milan Pertot -
Jakob Petelin Gallus -
Janez Petjak -
Drago Pesek - Oto Pestner -
Rudi Peše? - Rudi Pešl (1916-45) - Borut Peternelj -
Ivo Petrić - 
Irena Pfeifer -
Gašper Piano -
Stanko Pintar -
Fortunat Pintarič - Alojz Pirnat - Bernard Pirnat - Stanko Pirnat - Žiga Pirnat -
Makso Pirnik -
Gregor Pirš - Alenja Pivko Kneževič -
Marijan Pišl -
Martin Planinšek -
Gabrijel Plavec (Plautzius) -
Janko Plecity -
Janko Pogačar - Ivan Pogačnik -
Viktor Pokorn -
Žiga Polanšek -
Mirko Polič -
Valentin Poljanšek -
Franc Pollini - 
Gregor Pompe - 
Urška Pompe - 
Mijo Popovič - Dušan Porenta -
Isaac Posch (Izak Poš) -
Blaž Potočnik -
Božo Potočnik -
Franc Potočnik -
Milan Potočnik - 
Peter Potočnik -
Zlatko Potočnik -
Franc Požun -
Ciril Pregelj -
Albin Prek -
Stanko Prek - 
Zorko Prelovec -
Stanko Premrl -
Georg (Jurij) Prenner (tudi Geogius Pyrenaeus Brenner) -
Bogi Pretnar -
Uroš Prevoršek -
Janko Pribošič - Vladimir Prinčič - Žarko Prinčič - Cvetana Priol -
Jože Privšek - Vasja Progar -
Josip/Jožef Prohaska/Prochazka (češ. Josef Procháska) - Mojca Prus -
Jaka Pucihar - Ivan Pučnik (skladatelj) -
Vilko Puntar -
Andrej Pompe - Katarina Pustinek

## Q
Patrik Quaggiato

## R
Josip Raha -
Branko Rajšter -
Rudolf Rajter - Pavle Rakar - Uroš Rakovec -
Gustav Rakuša -
Primož Ramovš -
Ljubo Rančigaj - Pavel Rančigaj -
Franc Rapotec -
Pavel Rasberger - Lovro Ravbar -
Janko Ravnik -
Ladislav Rebrek -
Mitja Reichenberg - Luka Repanšek -
Blaž Repas -
Gregor Rihar -
Gregor Rihar -
Ivan Rijavec -
Mario Rijavec -
Jure Robežnik -
Franjo Robnik -
Engelbert Rodošek - Aleksander Rojc -
Blaž Rojko -
Uroš Rojko - Boris Rošker -
Miha Rožanc - Branko Rožman - Ljudmil Rus -
Mirko Rus -
Miran Rustja

## S
Milan Sachs -
Lovro Sadar -
Alojzij Sancin -
Kazimir (Miro) Sancin -
Mirca Sancin - Roman Sarjaš -
Hugolin Sattner -
Borivoj Savicki -
Risto Savin -
Vilko Savnik - Borut Savski -
Josip Schen -
Anton Schwab -
Leopold Ferdinand Schwerdt - Jernej Selak -
Mojmir Sepe -
Matias Sieber -
Paul John Sifler - 
Rado Simoniti -
Ferdo Skok -
Jože Skrinar -
Fran Slabe - Tilen Slakan - Dina  Slama -
Jurij Slatkonja -
Mavricij Slatner -
Janez Slavik -
Janko Slimšek -
Anton Martin Slomšek - Klemen Smolej - 
Črt Sojar-Voglar - 
Aljoša Solovera -
Ati Soss -
Emil Spruk -
Alojz Srebotnjak - Martin Srebotnjak? -
Fran Stanič -
Žiga Stanič -
Etbin Stefančič - Gregor Stermecki -
Vladimir Stiasny -
Milan Stibilj -
Silvester Stingl -
Anton Stöckl -
Marko Stopar - Petra Strahovnik -
Aleš Strajnar -
Julijan Strajnar -
Maks Strmčnik -
Minja Subota -
Tomaž Svete -
Anton Svetek -
Lev Svetek -
Heribert Svetel

## Š
Jani Šalamon - Samo Šalamon - Bojana Šaljič-Podešva -
Saša Šantel - Franci Šarabon -
Peter Šavli -
Breda Šček -
Ivan Šček -
Čenda Šedlbauer -
Jakob Šegula -
Nina Šenk -
Pavel Šifler - Filip Šijanec -
Marjan Šijanec -
Pavel Šivic -
Lucijan Marija Škerjanc -
Dane Škerl -
Milko Škoberne -
Jože Škrinjar -
Miroslav Šlik -
Alojzij Šonc - 
Viktor Šonc - Stane Špegel -
Niko Špehonja -
Vendelin Špendov - Ivan Šprahman - Josip Šterbenc -
Emil Štolc -
Valentin Štolcer -
Niko Štritof -
Vinko Štrucl -
Igor Štuhec -
Marko Štuhec - Dušan Štular -
Franc Šturm -
Slavko Šuklar -
Milivoj Šurbek -
Milenko Šustran -
Danilo Švara - Ernest Švara -
Zdravko Švikaršič

## T
Giuseppe Tartini -
Klemen Tičar -
Janez Tilinger - Frančišek Jožef Tolmajner (1698-1768) -
Matija Tomc -
Janez Tome -
Tadej Tomšič - Peter Tovornik -
Franc Treiber - Franc Trebše -
Anton Trost -
Jože Trošt -
Primož Trubar -
Bor Turel -
Josipina Turnograjska

## U
Dejan Učakar -
Gvido Učakar -
Ivan Anton Udl -
Petar Ugrin - Martin Ukmar?-
Vilko Ukmar -
Emil Ulaga -
Polde Ulaga -
Boris Ulrich -
Marko Unga

## V
Vojteh Valenta -
Mirko Vanda -
Zlatan Vanda -
Tom Varl -
Andrej Vavken - David Veber -
Klemen Veber -
Josip Vedral -
Fran Venturini -
Josip Verbič -
Marko Vezovišek -
Albe Vidakovič - Helena Vidic Lesjak -
Fran Serafin Vilhar -
Miroslav Vilhar - Ludvik Viternik -
Roman Vlad - Matjaž Vlašič -
Dušan Vodišek -
Aleksander Vodopivec -
Marjan Vodopivec -
Vinko Vodopivec -
Valens Vodušek -
Mira Voglar - Hrabroslav Vogrič -
Hrabroslav Volarič -
Ladislav Vörös -
Josip Vošnjak -
Ubald Vrabec -
Anton Vračko -
Ivan Vrbančič -
Boris Vremšak -
Ciril Vremšak -
Samo Vremšak -
Oto Vrhovnik - 
Mitja Vrhovnik-Smrekar -
Larisa Vrhunc -
Tadeja Vulc -
Matej Vurnik

## W
Albin Weingerl - Anton Wornig

## Z
Gregor Zafošnik - Gregor Zagorc -
Sašo Zagoršek - Rok Zalokar -
Mojmir Zednik -
Valentin Zelnik -
Ludvik Zepič -
Miloš Ziherl -
Josef Zöhrer - Brane Zorman -
Ivan Zorman -
Marjan Zuber -
Ivan Zupan -
Jakob Frančišek Zupan - Ivan Zupanc - Neža Zupanc -
Brina Zupančič -
France Zupančič

## Ž
Tjaša Žalik - Demetrij Žebre -
Milan Žega -
Martin Železnik -
Vinko Žgavec -
Dečo Žgur -
Marko Žigon - Janez Žnidar - Tone Žuraj -
Vito Žuraj